# Pribinovići
Pribinovići är ett samhälle i Bosnien och Hercegovina.   Det ligger i entiteten Federationen Bosnien och Hercegovina, i den södra delen av landet, 80 km sydväst om huvudstaden Sarajevo. Pribinovići ligger 317 meter över havet och antalet invånare är 641.
Terrängen runt Pribinovići är kuperad åt nordost, men åt sydväst är den platt. Runt Pribinovići är det ganska tätbefolkat, med 93 invånare per kvadratkilometer.. Närmaste större samhälle är Mostar, 18,4 km öster om Pribinovići. 
Omgivningarna runt Pribinovići är en mosaik av jordbruksmark och naturlig växtlighet.